# Mary Mouser
Mary Marilyn Mouser (Pine Bluff, Arkansas; 9 de mayo de 1996) es una actriz estadounidense. Es más conocida por su papel de Samantha LaRusso en la serie Cobra Kai secuela de las películas originales de The Karate Kid.

## Vida y carrera
Mouser comenzó su carrera a la edad de cinco años cuando fue elegida como una foto-doble para la hija de Mel Gibson en Signs. Tiene dos hermanos, Aaron Parker Mouser y Frannie Mouser, quienes también están en el negocio de la actuación.
Apareció en la serie de Starz Kids & Family Eloise: The Animated Series como la voz de Eloise y luego apareció como la niña protagonista en la película original de Hallmark Channel A Stranger's Heart.
Mouser ha hecho trabajo de voz para muchas películas de dibujos animados, tales como Bambi II, Dragon Hunters, Tarzán 2, Pompoko y The Fox and the Hound 2.
También ha aparecido en papeles como estrella invitada en CSI: Crime Scene Investigation, Without a Trace, King of Queens, Monk, Inconceivable, Scrubs, One Life to Live y tuvo un papel recurrente en NCIS como Kelly, la hija de Gibbs. Además, tuvo un papel recurrente en la serie de The CW Life Is Wild como Mia Weller, el cual encarnó durante 13 episodios. En 2006, en el Festival de Cine y Video "Best of Fest Awards" en "KIDS FIRST!", Mouser recibió el Premio al Mejor Intérprete por su trabajo de voz en Eloise: The Animated Series. Luego apareció en Lie to Me. Mouser también tuvo un papel como estrella invitada en Ghost Whisperer con el personaje de Madison.
Mouser protagonizó el drama médico de ABC Body of Proof como la hija del personaje de Dana Delany, Lacey Fleming. Mouser interpretó dos roles como Savannah O'Neal y Emma Reynolds en la película original Disney Channel Frenemies, la cual fue lanzada en 2012.
Desde 2018 interpreta a Samantha LaRusso, la hija de Daniel y Amanda LaRusso, en la serie de Netflix Cobra Kai, continuación de la serie de películas de Karate Kid. En el 2022 apareció en el videoclip de Pierce The Veil, "Emergency Contact".

## Vida privada

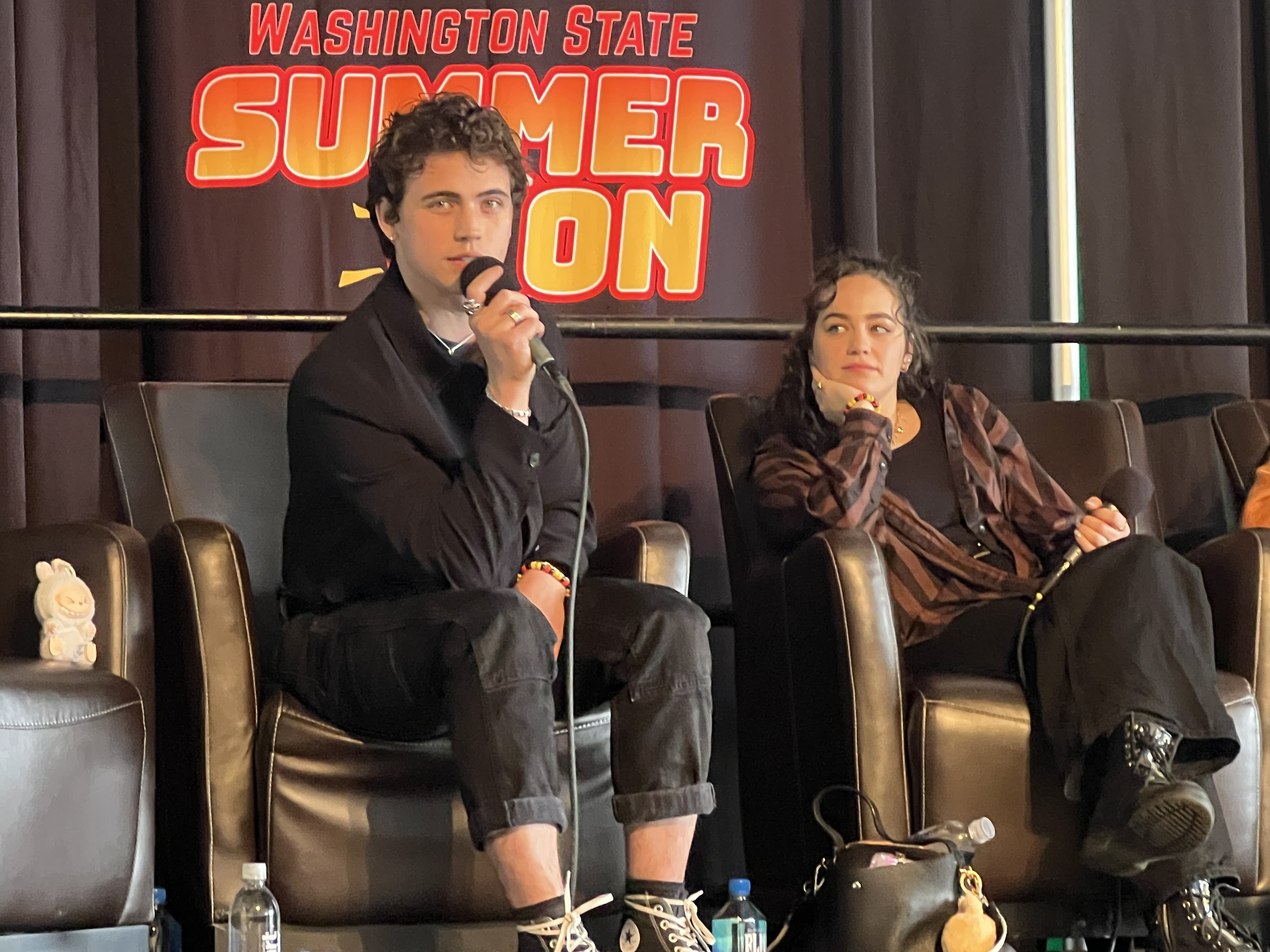
Mouser y Tanner Buchanan en una convención en el estado de Washington el 22 de junio de 2025

En 2009, a Mouser le diagnosticaron diabetes tipo 1. Ella habló de sus experiencias en un video de YouTube de 2019.

### Relación con Tanner Buchanan
Mouser y Tanner Buchanan se conocieron en octubre de 2017 durante la filmación de la primera temporada de la serie Cobra Kai la cual protagonizaron juntos, convirtiéndose en los mejores amigos desde el principio e iniciando una relación romántica secreta poco tiempo después.
En febrero de 2025, durante la alfombra roja del estreno mundial del final de la serie, Mouser y Buchanan finalmente confirmaron su relación luego de años de rumores y anunciaron su compromiso.

## Filmografía
| Cine       | Cine                                       | Cine                     | Cine                           |
| Año        | Título                                     | Papel                    | Notas                          |
| ---------- | ------------------------------------------ | ------------------------ | ------------------------------ |
| 2005       | Pompoko                                    | Voces adicionales        | Versión en inglés              |
| 2005       | Son of the Mask                            | Alvey Avery              | Voz                            |
| 2005       | Tarzán 2                                   | Voces adicionales        |                                |
| 2005       | Final Fantasy VII Advent Children          | Voces adicionales        |                                |
| 2006       | Hoodwinked!                                | Voces adicionales        | Voz                            |
| 2006       | Bambi II                                   | Voz                      |                                |
| 2006       | Mindi and Brenda                           | Chica joven              |                                |
| 2006       | Holly Hobbie and Friends: Christmas Wishes | Lill                     | Voz                            |
| 2006       | Mr. Fix It                                 | Christine Pastore        |                                |
| 2007       | A Stranger's Heart                         | Sarah "Cricket" Cummings |                                |
| 2007       | Penny Dreadful                             | Clara Fowler             |                                |
| 2008       | Dragon Hunters                             | Zoé                      | Voz                            |
| 2008       | Delgo                                      | Baby Delgo               | Voz                            |
| 2008       | Ball Don't Lie                             | Julia                    |                                |
| 2009       | Guerra de novias                           | Voces adicionales        |                                |
| 2012       | Frenemies                                  | Emma Reynolds            | Protagonista                   |
| 2012       | Frenemies                                  | Savannah O'Neal          | Protagonista                   |
| Televisión |                                            |                          |                                |
| Año        | Título                                     | Papel                    | Notas                          |
| 2004       | Without a Trace                            | Amy Rose                 | 1 episodio                     |
| 2004       | Scrubs                                     | Niña                     | 1 episodio                     |
| 2005       | Monk                                       | Niña Princesa            | 1 episodio                     |
| 2005       | Inconceivable                              | Kylie                    | 1 episodio                     |
| 2005       | CSI: Crime Scene Investigation             | Cassie McBride           | 1 episodio                     |
| 2005       | The King of Queens                         | Marissa                  | 1 episodio                     |
| 2005–2006  | NCIS                                       | Kelly Gibbs              | 4 episodios                    |
| 2006–2007  | Eloise: The Animated Series                | Eloise                   | 6 episodios                    |
| 2007       | State of Mind                              | Ashley Petrovsky         |                                |
| 2007–2008  | Life Is Wild                               | Mia Weller               | 13 episodios                   |
| 2008       | Life                                       | Carin Sutter             | 1 episodio                     |
| 2009       | Lie to Me                                  | Tyler                    | 1 episodio                     |
| 2009       | Ghost Whisperer                            | Madison                  | 1 episodio                     |
| 2011–2013  | Body of Proof                              | Lacey Fleming            | Papel recurrente; 36 episodios |
| 2011       | The Preschool Trio                         | Lauren Brooks            |                                |
| 2012       | Drop Dead Diva                             | Chloe Surnow             | 1 episodio                     |
| 2013       | The Fosters                                | Sarah                    |                                |
| 2014       | Criminal Minds                             | Rebecca                  |                                |
| 2014-2015  | Scandal                                    | Karen Grant              | 2 episodios                    |
| 2015       | Scorpion                                   | Ada                      | 1 episodio                     |
| 2018-2025  | Cobra Kai                                  | Samantha "Sam" LaRusso   | Papel principal                |

## Premios y nominaciones
| Año  | Resultado | Premio             | Categoría                                                                                       | Trabajo nominado   |
| ---- | --------- | ------------------ | ----------------------------------------------------------------------------------------------- | ------------------ |
| 2008 | Nominada  | Young Artist Award | Mejor Actuación en una Película para Televisión, Miniserie o Especial - Joven actriz de reparto | A Stranger's Heart |
| 2008 | Nominada  | Young Artist Award | Mejor Actuación en una Serie de TV - Joven actriz de reparto                                    | Life Is Wild       |